# Obenhausen
Obenhausen ist ein Ortsteil des Marktes Buch im schwäbischen Landkreis Neu-Ulm in Bayern.

## Geographie

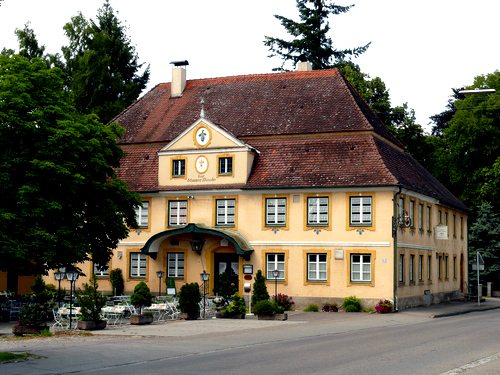
Gasthof Blaue Traube Obenhausen

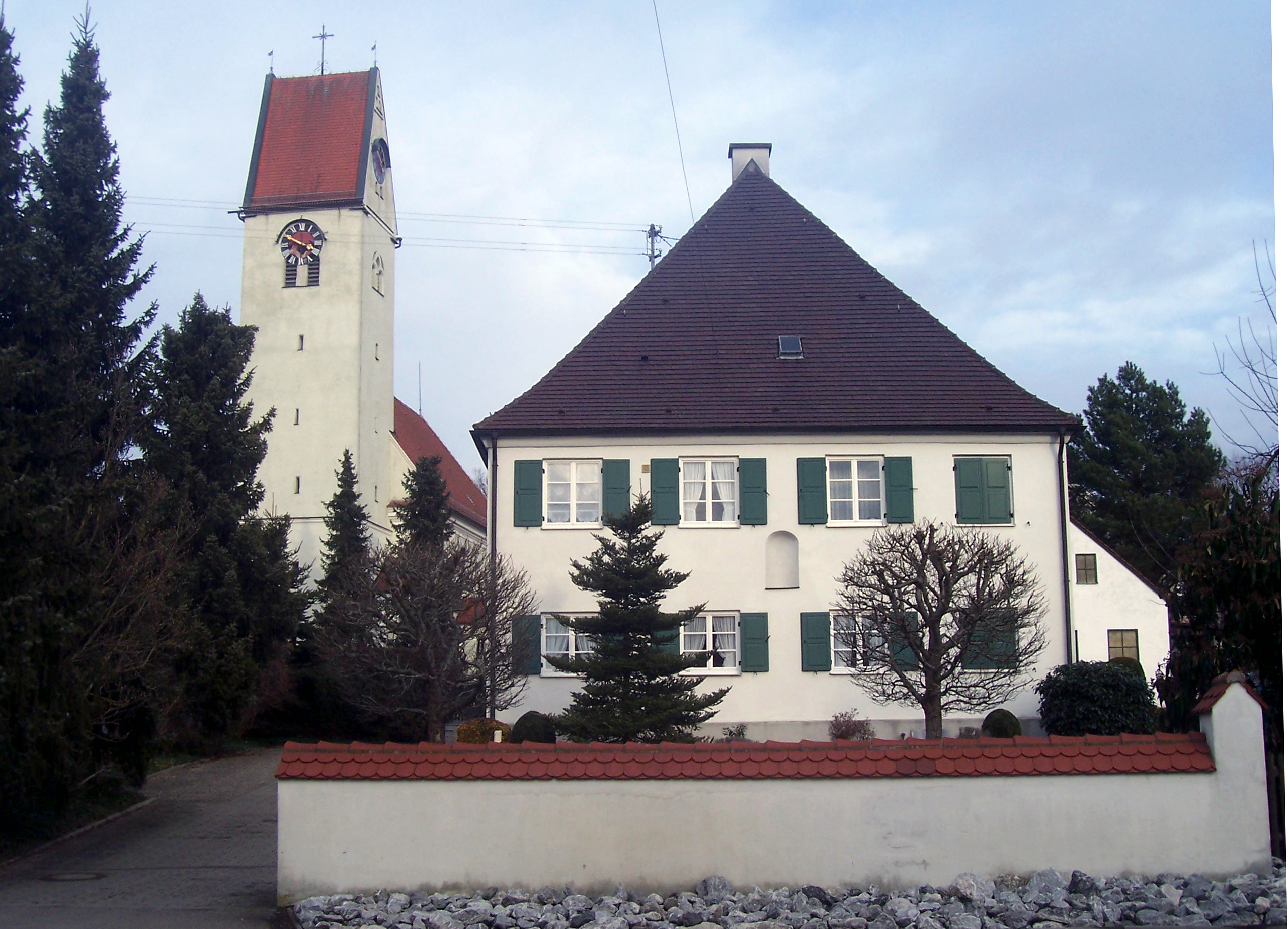
Pfarrhof und St.-Martins-Kirche

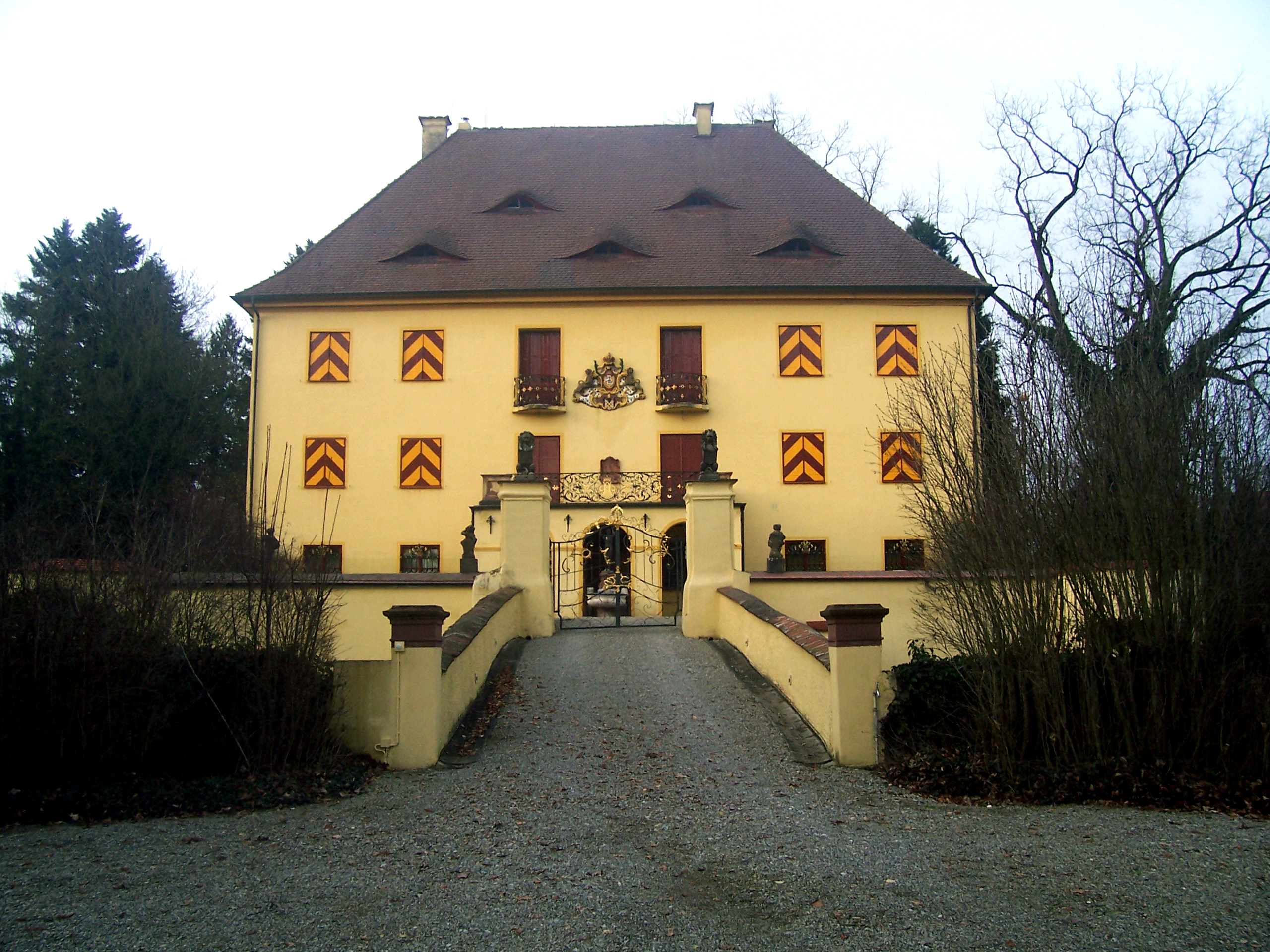
Schloss der Grafen von Moy

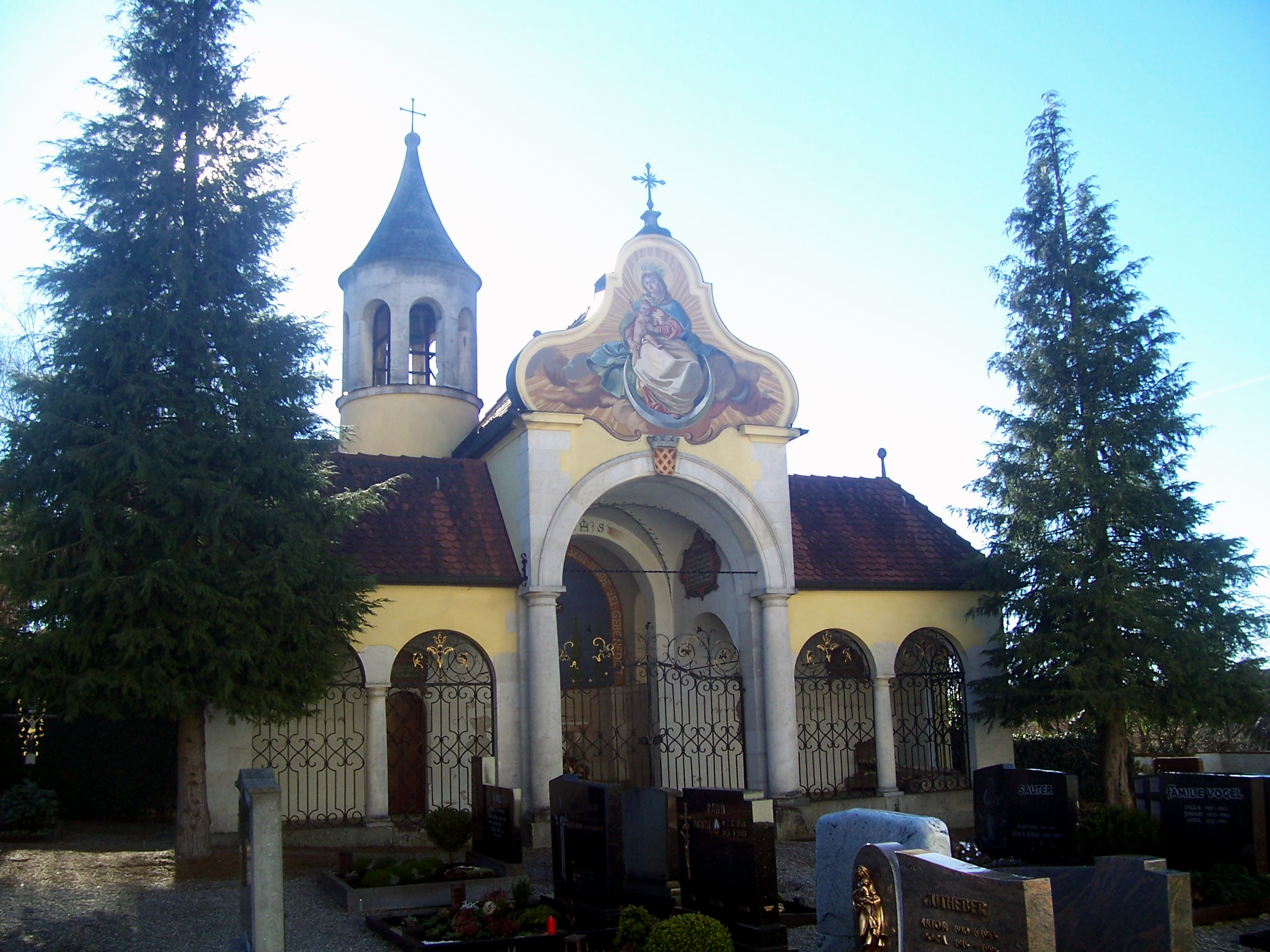
Obenhausen Mausoleum

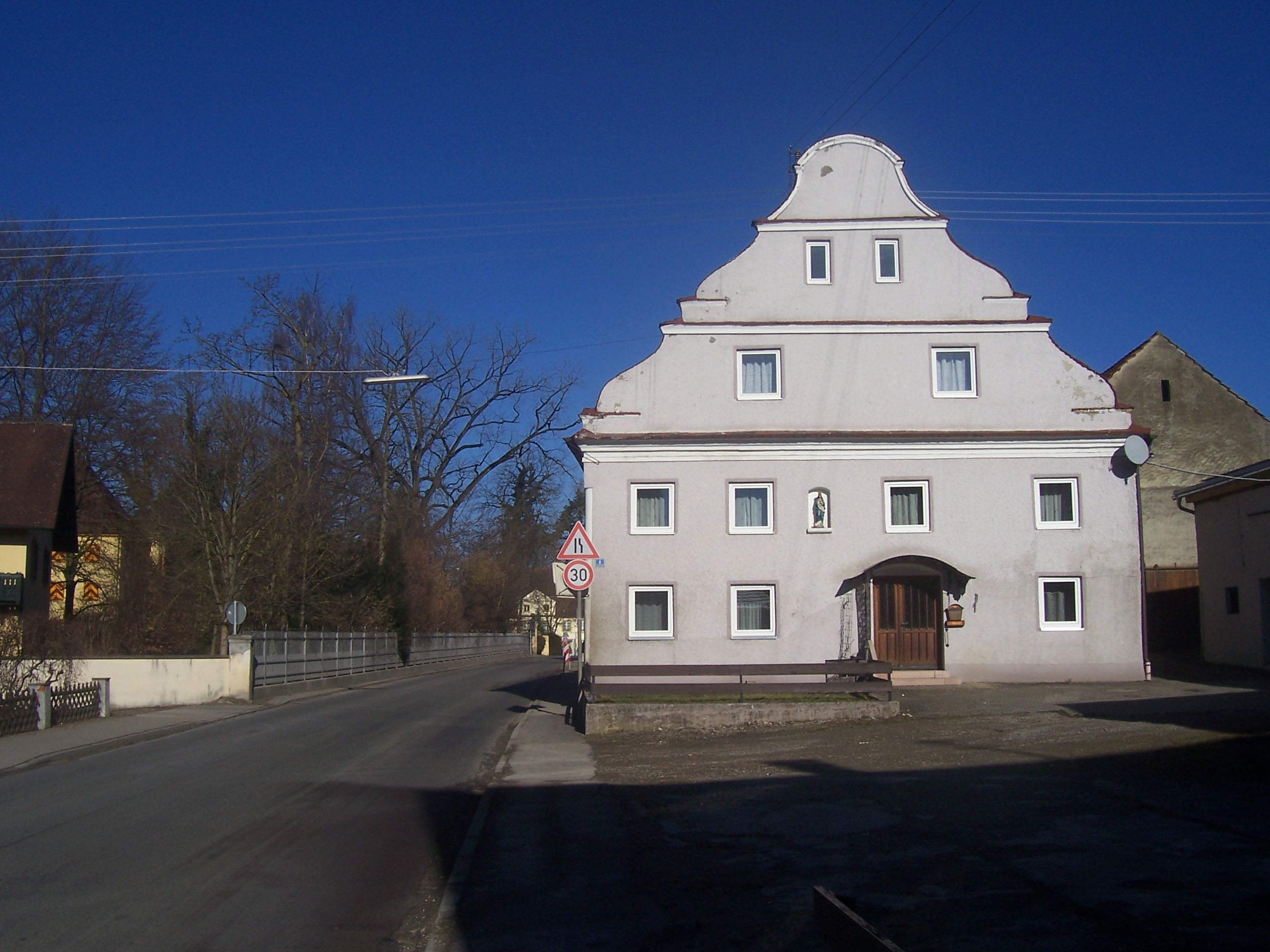
Ehemaliges Gerichtsgebäude

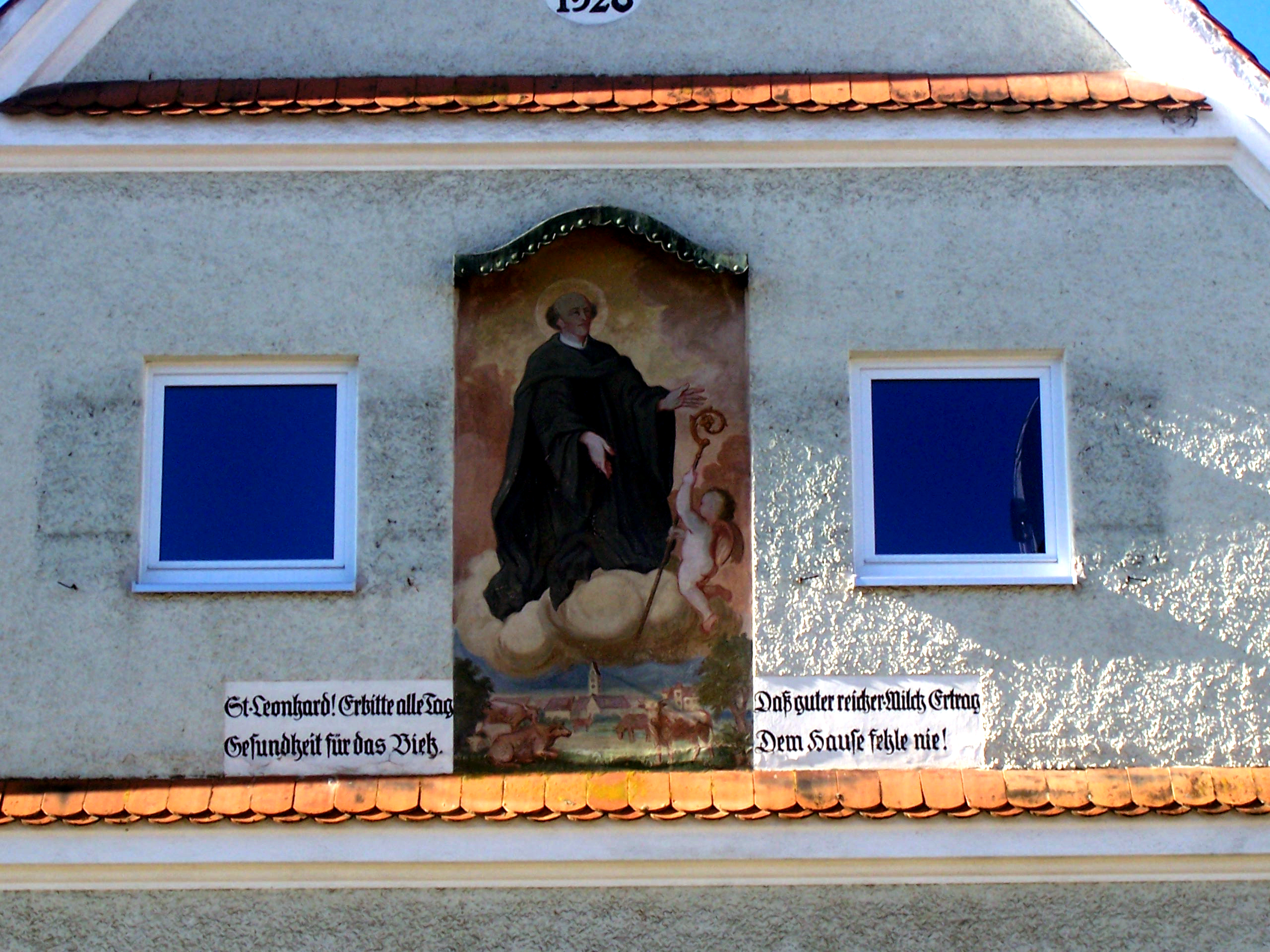
Fassadenmalerei an der ehemaligen Molkerei

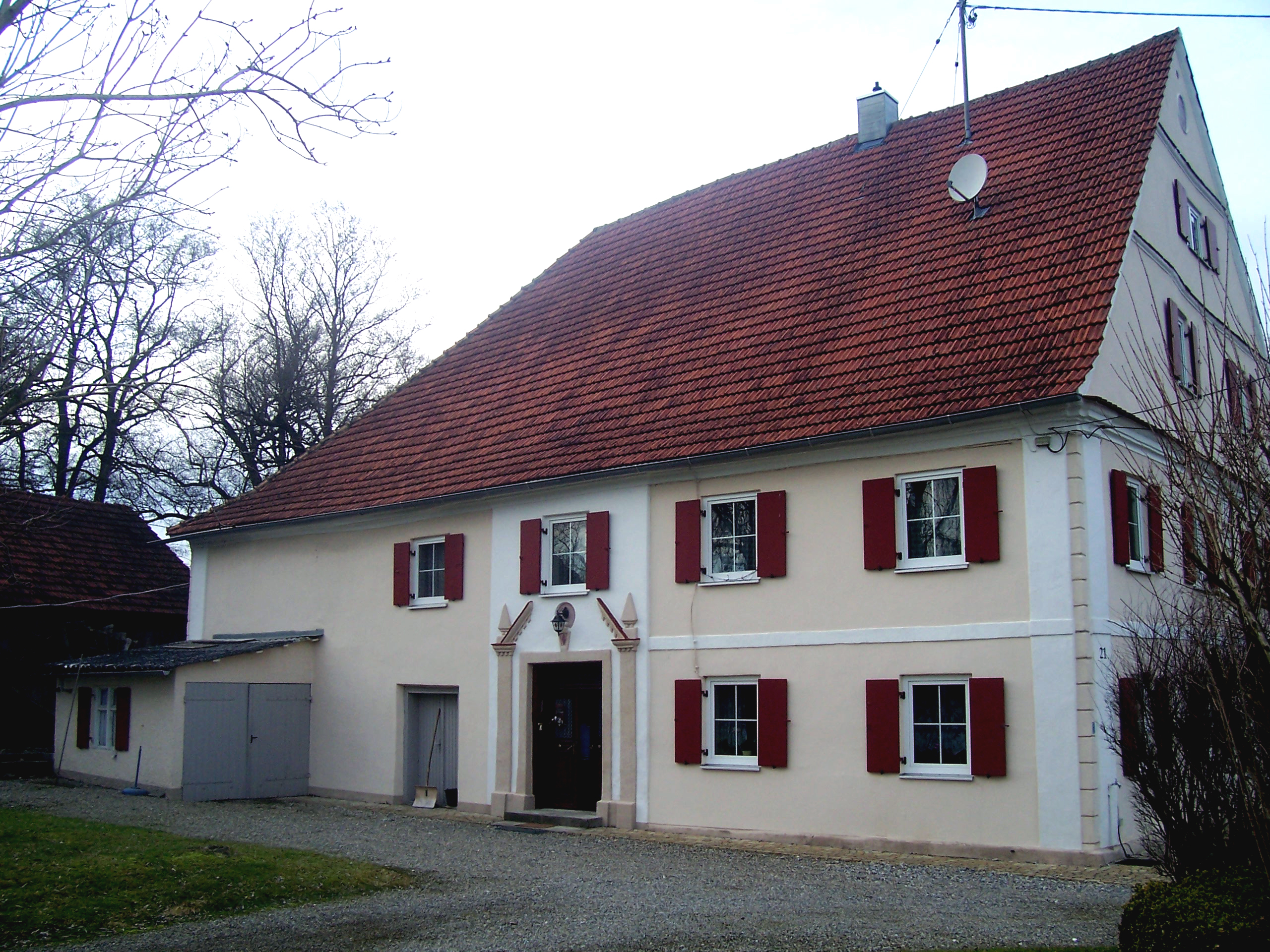
Die Hetzenmühle

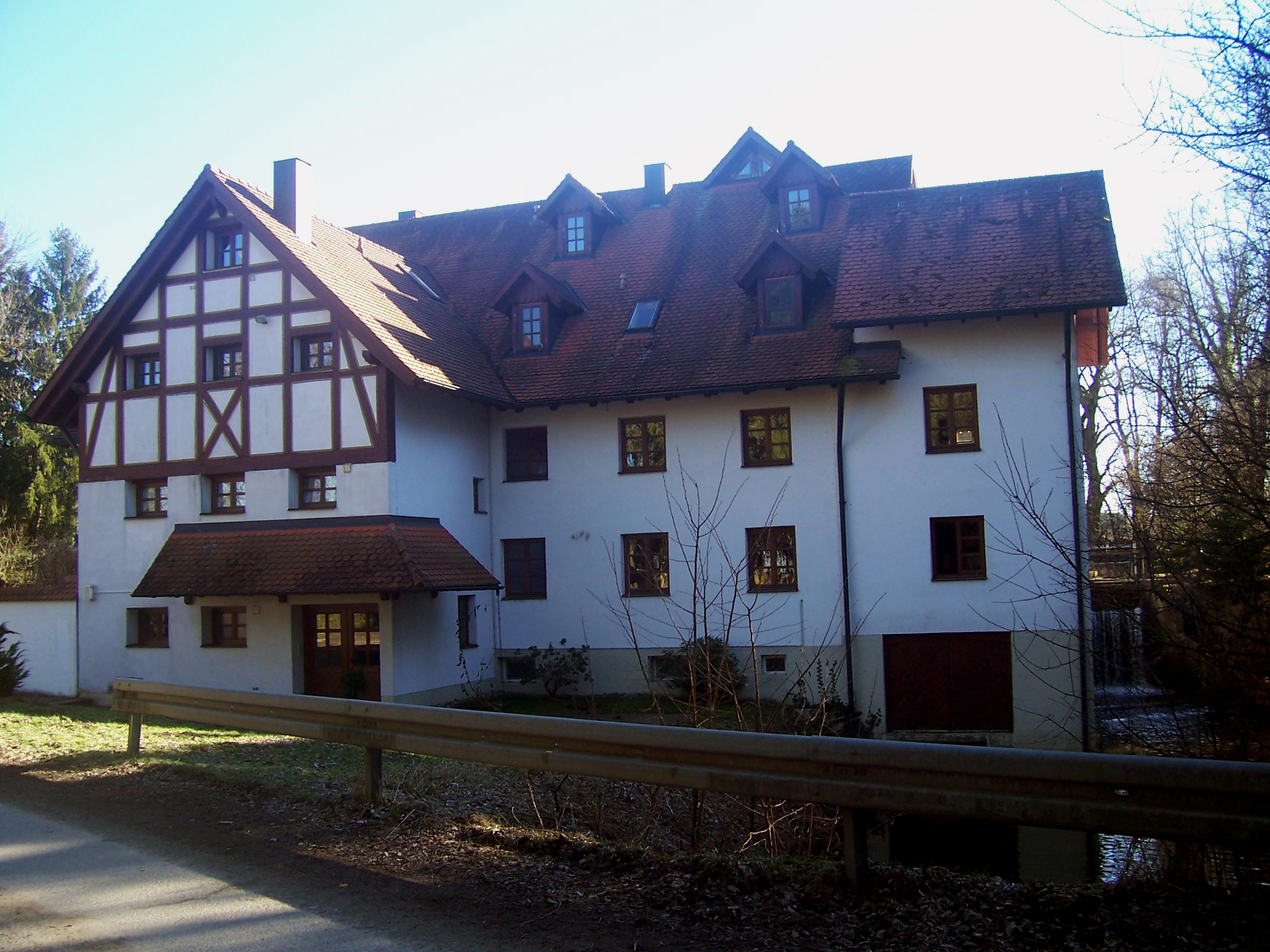
Untere Mühle

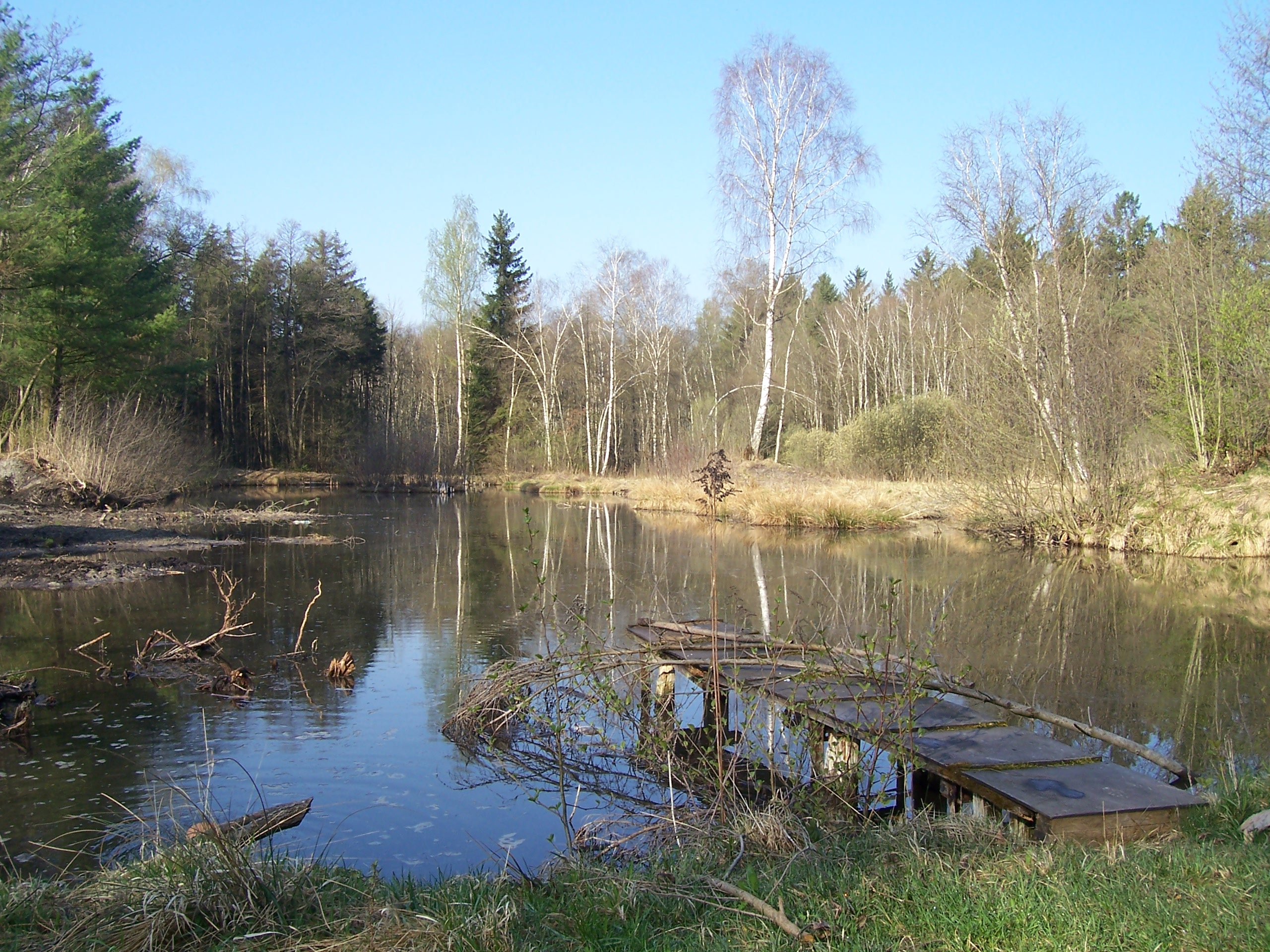
Im Obenhausener Ried

Das Ortsgebiet von Obenhausen erstreckt sich im mittelschwäbischen Hügelland von der Rothniederung (Obenhausener Ried) bis an die östlichen Hanglagen. Im Westen des Ortes fließen die Roth und die Kleine Roth in einem breiten Tal, das in der Urzeit von der Iller geschaffen wurde.
Der mit einer Höhe von 509 m ü. NHN niedrigste Punkt liegt im „Obenhausener Ried“, der höchste, südöstlich des Sportplatzes, erreicht 571 m ü. NHN.
Der Hauptort Buch liegt etwa 1,5 km im Süden, die Stadt Ulm 23 km im Nordwesten, Memmingen im Süden ist 26 km entfernt (jeweils Luftlinie von Ortsmitte zu Ortsmitte).

## Geschichte
Besiedelt wurde der Ort wohl im Rahmen der karolingischen Kolonisation im 8./9. Jahrhundert, auf die die Endung -hausen wie auch das fränkische Patrozinium des Heiligen Martin hindeuten.
In der Geschichte Obenhausens wechselte häufig die Herrschaft zwischen verschiedenen weltlichen und geistlichen Besitzern. Erste geschichtliche Erwähnung fand der Ortsname Mitte des 13. Jahrhunderts mit einem Conradus de Obinhusin, wohl Herr eines lokalen Adelsgeschlechtes. Vermutlich als Erbe der Biberegg-Roggenburger geriet der Ort an die Herren von Neuffen, die 1304 diese Herrschaft an die Ulmer Patrizier von Halle verkauften. In der Folge verwalteten die ebenfalls ulmischen Besserer und Rot Obenhausen, 1333 war es im Besitz der Herren von Reyff.
Nach dem Aussterben der Herren von Neuffen 1342 und dem Übergang der Landeshoheit an die Herzöge von Bayern verpfändeten diese den Ort 1377 an die Herren von Rechberg, die umgehend die  Herrschaft an den Ulmer Patrizier Krafft veräußerten. In Erbfolge kam sie an den Krafftschen Schwiegersohn Hans Asch, der 1409 Obenhausen an die ulmische Familie Värber (andere Schreibweise: Färber) verkaufte. Ein Mitglied dieser Familie, Peter Värber, eignete sich die ihm nicht zustehende Hochgerichtsbarkeit an, indem er den Amtmann seines Vaters aufhängen ließ. Georg der Reiche von Bayern-Landshut befahl daraufhin seinem Pfleger und Pfandnehmer Georg von Rechberg, Obenhausen einzunehmen und Peter Värber gefangen zu setzen. Beabsichtigt war hiermit auch die Expansion der Wittelsbacher im östlichen Schwaben. In der Folge geriet die Herrschaft Obenhausen unter bayerische Direktverwaltung, die jedoch nach dem Landshuter Erbfolgekrieg 1504 durch Kaiser Maximilian I. konfisziert wurde. Aber auch die Habsburger entledigten sich umgehend des Besitzes durch Verkauf an die Ulmer Patrizier Roth, die, wiederum aus Geldnot, Obenhausen an die Augsburger Familie Paumgartner veräußerten. David von Paumgarten wurde 1567 wegen politischer Verstrickung enthauptet, die Herrschaft in den Folgejahren aus finanziellen Gründen an die Fugger von Kirchberg-Weißenhorn verkauft.
Im Jahr 1676 wechselte der Besitz zum Kloster Roggenburg. Bereits 1697 ging der Ort mit dem Schloss an das bei Schongau gelegene Kloster Rottenbuch, das jedoch bereits zwei Jahre später den Besitz an die Kartause Buxheim abgab. Nun begann eine längere konstante Eigentumsperiode, auch wenn Obenhausen als sogenanntes Afterlehen nicht unmittelbar durch die Kartause bewirtschaftet wurde. Genannt wurde der Buxheimer Verwalter von Kolb.
Der Ort blieb trotz häufigem Wechsel formell immer Bestandteil der Grafschaft Kirchberg-Weißenhorn, also der Fugger, die auch die Hochgerichtsbarkeit ausübten.
Nach der Säkularisation im Jahr 1803 erlosch die geistliche Herrschaft, worauf die Grafen von Ostein als Entschädigung für ihre verlorenen linksrheinischen Besitzungen unter anderem mit dem Ort und dem Schloss Obenhausen begütert wurden. 1805 erfolgte die Eingliederung ins bayerische Staatswesen, worauf 1809 König Max Joseph I. die Herrschaft den Freiherren von Verger als Lehen gab. Nach dem Tod des Johann Baptist von Verger 1851 fiel Obenhausen als erledigtes Lehen unter die direkte bayerische Verwaltung zurück, bis 1873 eine erneute Verleihung durch König Ludwig II. an den Hauptmann und Königlichen Oberstzeremonienmeister Graf Karl von Moy erfolgte. Die Grafen von Moy de Sons bewohnen das Schloss Obenhausen zeitweise noch heute. Das ihnen zugeteilte Lehen wurde jedoch im Jahre 1928 aufgehoben.
Nach der Eingliederung in das Königreich Bayern wurde Obenhausen zunächst dem Landgericht Roggenburg zugeschlagen, bis im Jahr 1809 unter den Freiherren von Verger im Ort ein eigenes Patrimonialgericht geschaffen wurde.
Ab 1818 wurde diese Gerichtsbarkeit jedoch wieder Roggenburg unterstellt, bis auch diese Administration 1848 zugunsten des Gerichts Weißenhorn aufgehoben wurde.
Doch auch die Gerichtszugehörigkeit zu Weißenhorn hatte nur vier Jahre Bestand. 1852 wurde Obenhausen Teil der Gerichtsbarkeit Illertissen, wobei sich der Ort nach jahrhundertelangem Bezug zu Weißenhorn allmählich zu der emporstrebenden Marktgemeinde und nachfolgenden Kreisstadt orientierte.
Diese Bezirksgerichte stellten die mittelbaren Vorläufer der späteren Landkreise dar.
In den letzten Tagen des Zweiten Weltkrieges wurde am 24. April 1945 der Bereich südwestlich der Kirche bombardiert, wobei die Pfarrhaushälterin Maria Scheider infolge ihrer Verletzungen durch Bombensplitter ums Leben kam. Eine Gedenktafel an der Kirche erinnert daran. Die Rothbrücke nahe der Hetzenmühle wurde von den deutschen Truppen gesprengt, so dass der Einmarsch der Amerikaner von Norden her über Dietershofen erfolgte.
Obenhausen blieb bis zur Kreisreform 1972 beim Landkreis Illertissen und wurde anschließend in den Landkreis Neu-Ulm (zunächst Illerkreis) eingegliedert.
Am 1. Januar 1971 kam die bis dahin selbständige Gemeinde Dietershofen zu Obenhausen,
am 1. Mai 1978 wurde die Gemeinde Obenhausen selbst in den Markt Buch eingegliedert.

## Kultur und Sehenswürdigkeiten
Siehe auch: Liste der Baudenkmäler in Obenhausen
- Kirche St. Martin: Turm spätgotisch, Langhaus, Chor und Sakristei klassizistisch, Deckengemälde von Konrad Huber, spätgotisches Kruzifix aus der Ulmer Schule
- Schloss Obenhausen: Schloss der Grafen von Moy de Sons. Ursprünglich mittelalterliche Wasserburg, mehrmals umgebaut. Jetziges Aussehen aus dem Jahr 1953, Parkanlage im Englischen Stil
- Gasthaus zur blauen Traube: Um 1800 erbaut. Umbau 1905/06 durch Gabriel von Seidl.
- Mausoleum der Grafen von Moy de Sons an der Südseite des Friedhofs, erbaut 1895 nach Plänen von Gabriel von Seidl durch Luitpold Gaiser aus Weißenhorn. Mosaik mit Mariendarstellung aus Mettlacher Keramik. Im Türmchen Wendeltreppe zur Gruft.
- Mehrere zum Schloss gehörende Gebäude aus dem beginnenden 20. Jahrhundert, wie die ehemalige Gutsverwaltung (Weißes Haus) und das sogenannte Jägerhaus, dem heutigen Sitz der Schloss- und Forstverwaltung und ein Gebäude mit Mansarddach
- Ehemaliges Gerichtsgebäude, später Bauernhaus mit geschweiftem barockem Südgiebel und Marienfigur in der Fassadennische
- Pfarrhaus aus dem Jahr 1724. Ursprünglich Holzbau, 1847 in Massivbauweise erneuert. Im Zweiten Weltkrieg durch Bomben beschädigt
- Ehemalige Kinderbewahranstalt, später Kindergarten. Gegründet im Jahr 1896 durch Gräfin Maria Georgine von Moy zur „Entlastung der Eltern bei der Feldarbeit“ und geleitet von den Dillinger Franziskanerinnen.
- Ehemalige Molkerei aus den 1920er-Jahren mit dem Heiligen Leonhard als Fassadenmalerei an der Ostseite und dem Spruch „St. Leonhard! Erbitte alle Tag daß guter reicher Milch Ertrag, Gesundheit für das Vieh, dem Hause fehle nie!“
- Hetzenmühle , barockes Gebäude wohl aus der Mitte des 18. Jahrhunderts. Die erstmalige Erwähnung war 1473. Das Mühlrad ist in einem schlechten Zustand noch vorhanden. Die Mühle ist seit 1962 nicht mehr in Betrieb. Das Recht, neben dem Mahlbetrieb Holz zu schlagen, wurde der Hetzenmühle durch König Ludwig II. verliehen.
- Die Untere Mühle ist jünger als die Hetzenmühle und wird heute durch Einzelhandel genutzt.

### Vereine
Der größte Verein des Ortes ist der 1920 gegründete Turn- und Sportverein 1920, auch TSV 1920 genannt. Er bietet die Sport- und Freizeitarten Fußball, Tischtennis, Kinder- und Jugendturnen sowie Theater an. Der Schützenverein Hubertus wurde 1883 gegründet; 1978 bezog er sein neues Vereinsheim. Der älteste Verein des Dorfes ist die Musikkapelle Obenhausen, die bereits im Jahre 1829 erstmals urkundlich erwähnt wurde. Zum Angebot des Vereins gehören musikalische Früherziehung und Instrumentalunterricht.

### Die Sage vom Schönen Elslein
Der damalige Hetzenmüller verliebte sich unsterblich in das Elslein von Tannenhärtle. Doch auch der Ritter Konrad von Roth, welcher in dem Schloss Obenhausen wohnte, begehrte das schöne Mädchen. Obwohl nicht adeliger Herkunft, entschied sich das Elslein für den Rittersmann, worüber der Hetzenmüller sehr betrübt war. Dies ereignete sich in der Zeit der Bauernkriege, die auch nach und nach das Gebiet um Obenhausen heimsuchten. Der Hetzenmüller schloss sich den Aufständischen an und traf im Kampf auf Konrad von Roth, welchen er mit einem Speer erstach. Seines ehemaligen Nebenbuhlers nun entledigt, machte sich der Hetzenmüller auf die Suche nach dem schönen Elslein, aber er fand die junge Dame nicht mehr. Sie war fortgegangen.

## Biotopflächen
- FFH-Gebiet Obenhausener Ried und Muschelbäche im Rothtal, großflächiges Niedermoorgebiet mit seltener Vegetation und Fauna
- Geschützter Landschaftsbestandteil „Alte Teile bei Obenhausen“ (Teilfläche)

## Wirtschaft und Infrastruktur

### Wirtschaft
Obenhausen ist Sitz der Alois Sauter Landesproduktengroßhandlung. Aus den Unternehmen der Familie Sauter ging unter anderem die Verbio AG hervor.
Weitere Betriebe gibt es in den Bereichen Schreinerei, Sanitär, Elektro, Landmaschinenhandel, Abschlepp- und Pannendienst sowie Spedition.
Am Ort befindet sich die Gaststätte Blaue Traube und das Cafe am Schloss.

### Verkehr
In Obenhausen kreuzen sich die Staatsstraßen 2018 (Illertissen –Krumbach) und 2020 (Weißenhorn –Babenhausen).
Die Anschlussstelle Illertissen an die Autobahn A 7 befindet sich fünf Kilometer im Westen.
Die nächsten Bahnhöfe befinden sich in Illertissen (7 km) an der Illertalbahn und in Krumbach (15 km) an der Mittelschwabenbahn. Der Bahnhof Weißenhorn (8 km) nahm 2013 wieder den Betrieb auf. Fernbahnanschluss gibt es an den Bahnhöfen Ulm (ICE-Anschluss) und Memmingen (EC-Anschluss in die Schweiz).
Obenhausen ist über den Donau-Iller-Nahverkehrsverbund an den öffentlichen Personennahverkehr angebunden. Busverbindungen bestehen nach Illertissen, Weißenhorn, Krumbach (zur Umsteigemöglichkeit nach Augsburg) und Babenhausen.
Die nächsten Flughäfen sind in Memmingen (35 km), sowie in Friedrichshafen (95 km).

## Söhne und Töchter des Ortes
- Irmgard von Kienlin-Moy (1908–2003), Malerin und Poetin
- Jakob Jehle (1710er Jahre – 1784), Baumeister